# Поні Експрес (фільм, 1925)
Поні Експрес (англ. Pony Express) — американський вестерн режисера Джеймса Круза 1925 року.

## У ролях
- Бетті Компсон — Моллі Джонс
- Рікардо Кортес — Джек Вестон
- Ернест Торренс — «Вознесіння» Джонс
- Воллес Бірі — Род-Айленд Ред
- Джордж Бенкрофт — Джек Слейд
- Френк Лактін — Чарлі Бент
- Джонні Фокс — Біллі Коді
- Вільям Х. Тернер — Вільям Рассел
- Аль Харт — сенатор Глен
- Чарльз Джерсон — Сем Клеменс